# Bom Jardim
Bom Jardim là một đô thị thuộc bang Maranhão, Brasil. Đô thị này có diện tích 6590,475 km², dân số năm 2007 là 35512 người, mật độ 5,39 người/km².